# Prostitution à Chypre
La prostitution à Chypre n'est pas illégale mais gérer des lieux de prostitution, organiser des réseaux de prostitution, vivre des profits de la prostitution, encourager la prostitution ou forcer une personne à se prostituer sont des activités illégales.

## Histoire
L'ancienne déesse grecque de l'amour, Aphrodite, était réputée être née près de Paphos, et un temple a été construit sur le site. À partir du Ve siècle av. J.-C., la prostitution sacrée a lieu au temple. On attendait de chaque femme du pays qu'elle se rende au temple une fois dans sa vie et qu'elle ait des relations sexuelles en échange d'argent dans l'enceinte du temple.
À la suite de la prise de contrôle de l'île par les Britanniques, les prostituées devaient être enregistrées. Dans le musée de la ville de Larnaca, le livre d'enregistrement de 1916 est exposé, et contient des photographies des prostituées de la ville. Les lupanars ont été interdits par le gouverneur, Ronald Storrs, en 1931, mais il y avait des exceptions pendant la Seconde Guerre mondiale pour l'utilisation des troupes alliées.
Dans un effort pour réduire la propagation des IST, le Royal Army Medical Corps a introduit un système de carte pour les prostituées. En 1941, 300 cartes ont été émises. Les prostituées devaient subir un bilan de santé quotidien et, si elles n'étaient pas infectées, la carte était tamponnée. Si elles étaient infectées, les femmes étaient traitées et leur carte était refusée jusqu'à ce qu'elles soient débarrassées de l'infection. Des centres de prophylaxie ont été mis en place pour que les troupes y assistent avant de visiter les lupanars où ils ont reçu des préservatifs.
En 1942, on estime qu'il y avait 740 prostituées travaillant sur l'île, principalement à Nicosie, Famagouste et Limassol. Toutes les grandes villes sauf Kyrenia avaient une clinique vénérienne. 12 centres prophylactiques ont été créés et un service vénérien de 200 lits à l'hôpital général de Nicosie mis en place.

## Trafic sexuel
Chypre est un pays d'origine et de destination pour les femmes et les enfants victimes de trafic sexuel. Les femmes, principalement d'Europe de l'Est, du Vietnam, d' Inde et d'Afrique subsaharienne, sont victimes de trafic sexuel. Le trafic sexuel se produit dans des appartements et des hôtels privés, dans la rue et dans des magasins de sexe à Chypre, notamment des bars, des pubs, des cafés et des cabarets. Certaines femmes victimes de la traite sexuelle sont recrutées avec de fausses promesses de mariage ou travaillent comme barmaids ou hôtesses. Les enfants non accompagnés, les enfants de migrants, les Roms et les demandeurs d'asile sont particulièrement vulnérables au trafic sexuel.
La loi 60 (I) de 2014 interdit toutes les formes de trafic et prévoit des peines allant jusqu'à 20 ans d'emprisonnement. Le gouvernement a enquêté sur 13 suspects de trafic sexuel en 2016 (sept en 2015).
Le Bureau de surveillance et de lutte contre la traite des personnes du département d'État des États-Unis classe Chypre comme un pays de « niveau 1 ».

## Chypre du Nord
La république turque de Chypre du Nord n'est reconnue comme un État distinct que par la Turquie. La prostitution est illégale, mais dans les boîtes de nuit, les «konsomatrices», qui s'assoient, mangent avec ou divertissent les clients pour de l'argent sont autorisées. Les konsomatrices ne sont pas autorisées à avoir des relations sexuelles avec des clients, mais cette restriction est fréquemment bafouée. En 2016, les autorités ont délivré 1 314 permis de travail de six mois pour «hôtesse» et «barmaid» à des personnes travaillant dans des boîtes de nuit et deux pubs opérant dans le nord. Au cours de cette période, 351 femmes ont travaillé sous ces permis. Les propriétaires de boîtes de nuit ont embauché des étudiantes pendant cette période pour contourner le plafond du nombre d'employés légalement autorisés dans chaque club et éviter les impôts et la surveillance. L'application est généralement laxiste, mais en juillet 2006, le tribunal du district de Nicosie a ordonné la première peine d'emprisonnement liée à la prostitution. Après avoir plaidé sa non-contestation des accusations, le directeur de la discothèque mexicaine, Mesut Kilicarslan, a été condamné à 15 jours de prison pour avoir encouragé et profité de la prostitution. À la fin de l'année, trois autres suspects ont été condamnés à une peine d'emprisonnement pour avoir encouragé et profité de la prostitution.
Des ONG ont signalé qu'un certain nombre de femmes sont entrées à la «TRNC» avec des visas de touristes ou d'étudiants de trois mois et se sont livrées à la prostitution dans des appartements au nord de Nicosie, Kyrenia et Famagouste.
Le nord de Chypre est devenu une destination pour le tourisme sexuel.

### Trafic sexuel dans le nord de Chypre
La région est de plus en plus une destination pour les femmes d'Asie centrale, d'Europe de l'Est et d'Afrique qui sont soumises à la prostitution forcée dans des boîtes de nuit agréées et réglementées par l'administration chypriote turque. Les boîtes de nuit constituent une source importante de recettes fiscales pour l'administration chypriote turque. Les médias rapportent que les propriétaires de boîtes de nuit paient entre 20 et 30 millions de livres turques (5,7 à 8,5 millions de dollars) de taxes par an.